# Плутарх
Местрије Плутарх (рођен око 46 — умро 127) био је старогрчки филозоф, историчар, биограф и есејист. Он је превасходно познат по својим делима Паралелни животи, серији биографија славних Грка и Римљана, и Морелија, колекцији есеја и говора.
Рођен у градићу Херонеја у грчкој области Беотија, вероватно за време владања римског цара Клаудија, Плутарх је пропутовао читав медитерански свет, укључујући и две посете Риму. Имао је велики број утицајних римских пријатеља, међу њима и Сосција Сенеција и Фундана, који су обојица били познати Сенатори, којима је посветио нека од каснијих дела. Највећи део живота провео је у Херонеји, и био је посвећен у мистерије грчког бога Аполона. Међутим, његове дужности као старијег од два Аполонова свештеника у пророчишту у Делфима (где је био одговоран за интерпретирање Питијиних прорицања) очигледно му нису узимале много времена – водио је врло активан друштвени и грађански живот и написао велики број списа, од којих многа сачувана до данас.

## Магистрат и амбасадор
Поред дужности свештеника Делфског храма, Плутарх је био и магистрат Херонеје и често је представљао свој завичај у разним мисијама у страним земљама у својим раним зрелим годинама. Његов пријатељ Луције Местрије Флор, римски конзул, помогао је Плутарху да добије римско грађанско право, а према хроничару из 10. века, Георгију Синкелу, цар Хадријан га је именовао у позним годинама за прокуратора провинције Ахаје на Пелопонезу – положај који му је давао право да носи одећу и украсе самог конзула. (Суда, средњовековна византијска енциклопедија тврди да га је Хадријанов претходник Трајан именовао за прокуратора Илирика, али већина историчара то сматра мало вероватним, јер Илирик није била провинција којом је управљао прокуратор).

## Упоредни животописи
Његово најпознатије дело је Упоредни животописи, низ биографија познатих Грка и Римљана, датих упоредо да осветле њихове заједничке моралне вредности и мане. Сачувани „животи“ чине двадесет три пара биографија, а сваки пар представљао је једну грчку и једну римску личност, као и четири самосталне неупарене биографије. Како објашњава у првом пасусу „Живота Александра Великог“, Плутарха није занимало писање историје као такве, већ га је занимало да истражи утицај карактера – доброг или лошег – на живот и судбину познатих људи. Неки од најинтересантнијих „живота“ – на пример Хераклов и Филипа II Македонског – нису сачувани.

### Живот Александров
Његов „Живот Александров“ је један од пет преживелих терцијалних извора о македонском освајачу и краљу и он садржи анегдоте и описе догађаја који се нигде другде не јављају. Такође, и његов портрет Нуме Помпилија, другог од седам римских краљева, садржи јединствене информације о раном римском календару.

## Друга дела

### Моралија
Остатак његових преживелих радова је сакупљен под насловом Moralia (слободно преведено као “Обичаји'“). То је еклектичка збирка 78 есеја и преписаних говора, међу којима су: О Судбини или врлина Александра Великог – важан додатак његовом „животу“ великог војсковође, „О обожавању Изиде и Озириса (кључни извор информација о египаткским верским ритуалима), и „О Херодотовој злонамерности (што је можда реторичка вежба, као и беседе о Александровим достигнућима), у којима Плутарх критикује оно што сматра систематском пристрасношћу у Херодотовим делима. Међу радовима су и више филозофске расправе, као што је „О опадању пророчишта“, „О одлагању божанске казне“, „О миру душе“ и лакше теме, као што су „Одисеј Грил“, духовити дијалог између Хомеровог Одисеја и једне од Киркиних зачараних свиња. „Моралије“ су писане раније док су „Животописи“ настали углавном у последње две деценије Плутарховог живота.
Неки приређивачи „Моралија“ укључују и неколико радова за које се данас зна да су „псеудибиографије“: међу њима су „Животи десет беседника“ (биографије Десет беседника античке Атине, засноване на „Учењима филозофа“ Цецилија из Каласте) и „О музици“. Један „псеудо-Плутарх“ би могао стајати иза ових различитих списа. Иако ови текстови нису Плутархови и потичу из нешто каснијег периода, она су сва класична по пореклу и имају историјску вредност.

### Quaestiones
Пар занимљивих мањих дела су „Питања“ (Quaestiones, једно о мање важним детаљима римских навика и култова, једно о грчким).

## Плутархов утицај
Плутархови списи су имали огроман утицај на енглеску и француску књижевност. Шекспир је често цитирао – и обилно парафразирао – преводе неколико Плутархових „Живота“ у својим драмама. Ралф Валдо Емерсон и трансценденталисти су били под великим утицајем „Моралија“ (Емерсон је написао сјајан увод у петотомно издање „Моралија“ у деветнаестом веку). Џејмс Бозвел је наводио Плутархове мисли о начину писања о животима у свом делу „Живот Самјуела Џонсона“. Његови други обожаваоци били су Бен Џонсон, Џон Драјден, Александер Хамилтон, Џон Милтон и сер Френсис Бекон, као и тако различите личности као што су били
Котн Мадер, Роберт Браунинг и Мишел де Монтењ (чији су „Есеји“ инспирацију и идеје црпли из Плутархових „Моралија“).